# Campionati mondiali juniores di bob 2002
I Campionati mondiali juniores di bob 2002, sedicesima edizione della manifestazione organizzata dalla Federazione Internazionale di Bob e Skeleton, si sono disputati il 7 e il 10 febbraio 2002 a Sankt Moritz, in Svizzera, sulla pista Olympia Bobrun St. Moritz–Celerina, il tracciato naturale sul quale si svolsero le competizioni del bob e dello skeleton ai Giochi di Sankt Moritz 1928 e di Sankt Moritz 1948 e le rassegne iridate juniores del 1989 e del 1994. La località elvetica ha quindi ospitato le competizioni mondiali di categoria per la terza volta nel bob a due uomini e nel bob a quattro.

## Risultati

### Bob a due uomini
La gara si è disputata il 7 febbraio 2002 nell'arco di due manches.
| Pos. | Atleti                            | Nazione  | Tempo | Distacco |
| ---- | --------------------------------- | -------- | ----- | -------- |
|      | Matthias Höpfner Marc Kühne       | Germania | nd    |          |
|      | Jayson Krause Mark LeBlanc        | Canada   | nd    | +0.42    |
|      | Ruben Feisthauer Norman Dannhauer | Germania | nd    | +0.49    |
| ...  | ...                               | ...      | ...   | ...      |

### Bob a quattro
La gara si è disputata il 10 febbraio 2002 nell'arco di due manches.
| Pos. | Atleti                                                         | Nazione    | Tempo   | Distacco |
| ---- | -------------------------------------------------------------- | ---------- | ------- | -------- |
|      | Matthias Höpfner Marc Kühne Daniel Gärtner Andreas Barucha     | Germania-1 | 2:08.61 |          |
|      | Ruben Feisthauer Ronny Listner Silvio Kästner Norman Dannhauer | Germania-1 | 2:09.28 | +0.67    |
|      | Jānis Miņins Ivo Erdmanis Juris Latišs Inesis Zaporožecs       | Lettonia   | 2:09.43 | +0.82    |
| ...  | ...                                                            | ...        | ...     | ...      |

## Medagliere
| Posizione | Nazione  | Oro | Argento | Bronzo | Totale |
| --------- | -------- | --- | ------- | ------ | ------ |
| 1         | Germania | 2   | 1       | 1      | 4      |
| 2         | Canada   | 0   | 1       | 0      | 1      |
| 3         | Lettonia | 0   | 0       | 1      | 1      |
| Totale    | Totale   | 2   | 2       | 2      | 6      |